# Hogreen Air’s hydrogen-powered drone
Le Hogreen Air’s hydrogen-powered drone est un drone conçu en 2024 par l'entreprise sud-coréenne Hogreen Air. Il utilise de l’hydrogène liquide comme carburant et peut voler pendant plus de 14 heures, établissant un record d’autonomie. Présenté au salon H2 MEET à Séoul, il offre une densité énergétique accrue. Une résistance régule la température de l’hydrogène pour une performance optimale.
Le drone transporte une charge utile de 10 kg et dispose d’un système LTE/5G. Il est destiné à la surveillance environnementale, aux missions de sauvetage, à la cartographie et à l’inspection d’infrastructures, avec caméras, capteurs et reconnaissance faciale. Il a été testé entre la Corée du Sud et l’Allemagne. Encore au stade de prototype, il intéresse pour la sécurité civile et la recherche scientifique.

## Avantages
- La pile à combustible est fournie par Intelligent Energy, marquant une avancée dans la technologie des drones.
- Testé sur 9 000 km, il démontre ses capacités avancées pour des applications variées, notamment la sécurité et la recherche.
- Il assure des missions de surveillance, sauvetage, cartographie et inspection d'infrastructures en maintenant une température optimale de l’hydrogène.
- Avec ses capteurs et dispositifs de pointe, il pourrait servir dans l’assistance humanitaire et la gestion des ressources[2].

La densité énergétique est supérieure "aux drones électriques traditionnels", renforçant son avantage.[réf. nécessaire]
Le drone réduit l'empreinte carbone et présente des applications commerciales au-delà de la surveillance et du sauvetage.